# Amiserica sparsesetosa
Amiserica sparsesetosa är en skalbaggsart som beskrevs av Ahrens 1999. Amiserica sparsesetosa ingår i släktet Amiserica och familjen Melolonthidae. Inga underarter finns listade i Catalogue of Life.